# Nazionale maschile di rugby a 15 di Samoa
La nazionale di rugby a 15 samoana, chiamata dai locali Manu Samoa dal nome di un famoso guerriero dell'isola, rappresenta lo Stato Indipendente di Samoa in ambito rugbistico internazionale. Attiva dal 1924, la sua federazione è affiliata all'International Rugby Board e fino al luglio 2009 faceva anche parte della Pacific Islands Rugby Alliance (PIRA) insieme a Figi e Tonga.
I samoani prima di ogni partita eseguono un ballo aborigeno, chiamato Siva Tau, simile all'Haka dei neozelandesi.
Sono molti i giocatori di origine samoana che essendo cresciuti in Nuova Zelanda scelgono di indossare la maglia degli All Blacks (tra i più noti si pensi ad esempio a Michael Jones, Mils Muliaina, Jerry Collins, Isaia Toeava, Casey Laulala e all'ex capitano Tana Umaga); d'altra parte si verifica anche che giocatori nativi della Nuova Zelanda ma di origini samoane scelgano di giocare per la nazionale samoana.

## Storia
Il rugby a 15 fu introdotto a Samoa nel 1920 dai Fratelli Maristi delle Scuole e, successivamente, nel 1924 fu creata la federazione samoana di rugby. La nazionale samoana, allora nota come Samoa Occidentale, nome che manterrà fino al 1997, debuttò a livello internazionale contro le Figi il 18 agosto 1924 ad Apia perdendo 6-0. La partita venne giocata alle 7 di mattina per consentire alla squadra locale di recarsi successivamente al lavoro, e sul campo era presente un grosso albero di palma sulla linea di metà campo. L'incontro di ritorno, invece, fu vinto da Samoa con il punteggio di 9-3.
Nel 1954 Samoa si recò a giocare nelle vicine isole del Pacifico Figi e Tonga. Vent'anni dopo i samoani si recarono in tour in Nuova Zelanda vincendo un incontro sugli otto disputati in totale.
Nel 1982 venne creato il tradizionale Pacific Tri-Nations, torneo disputato annualmente tra le nazionali di Samoa, Tonga e Figi. Samoa vinse la prima edizione. Nel 1986 Samoa affrontò il Galles recatosi in tour nel Sud Pacifico perdendo 32-14 ad Apia. Non facendo ancora parte dell'International Rugby Board (IRB), la nazionale samoana non venne invitata alla prima edizione della Coppa del Mondo che ha avuto luogo nel 1987. L'anno successivo, dopo avere completato la propria affiliazione all'IRB, Samoa si recò in tour in Europa venendo sconfitta 49-22 dall'Irlanda e 24-6 dal Galles.
Samoa si qualificò alla Coppa del Mondo di rugby 1991 e lasciò un forte impatto alla sua prima partecipazione alla competizione mondiale iridata: si qualificò ai quarti di finale vincendo 16-13 contro il Galles e 35-12 contro l'Argentina, perdendo l'unica partita del proprio girone 9-3 contro l'Australia che successivamente vincerà questa edizione dei mondiali. Ai quarti di finale Samoa venne eliminata dalla Scozia che vinse 28-6.
Dopo un'altra prestigiosa vittoria ottenuta contro il Galles sconfitto 34-9 ad Apia, la nazionale samoana si riconfermò alla Coppa del Mondo 1995 qualificandosi nuovamente ai quarti di finale dopo avere sconfitto l'Italia 42-18, l'Argentina 32-26 e perso 44-22 contro l'Inghilterra. Ai quarti di finale i samoani vennero eliminati dai futuri campioni del Sudafrica che vinsero 42-14. Dopo la Coppa del Mondo, Samoa si recò in tour in Gran Bretagna raccogliendo un pareggio 15-15 contro la Scozia e una sconfitta 27-9 contro l'Inghilterra.

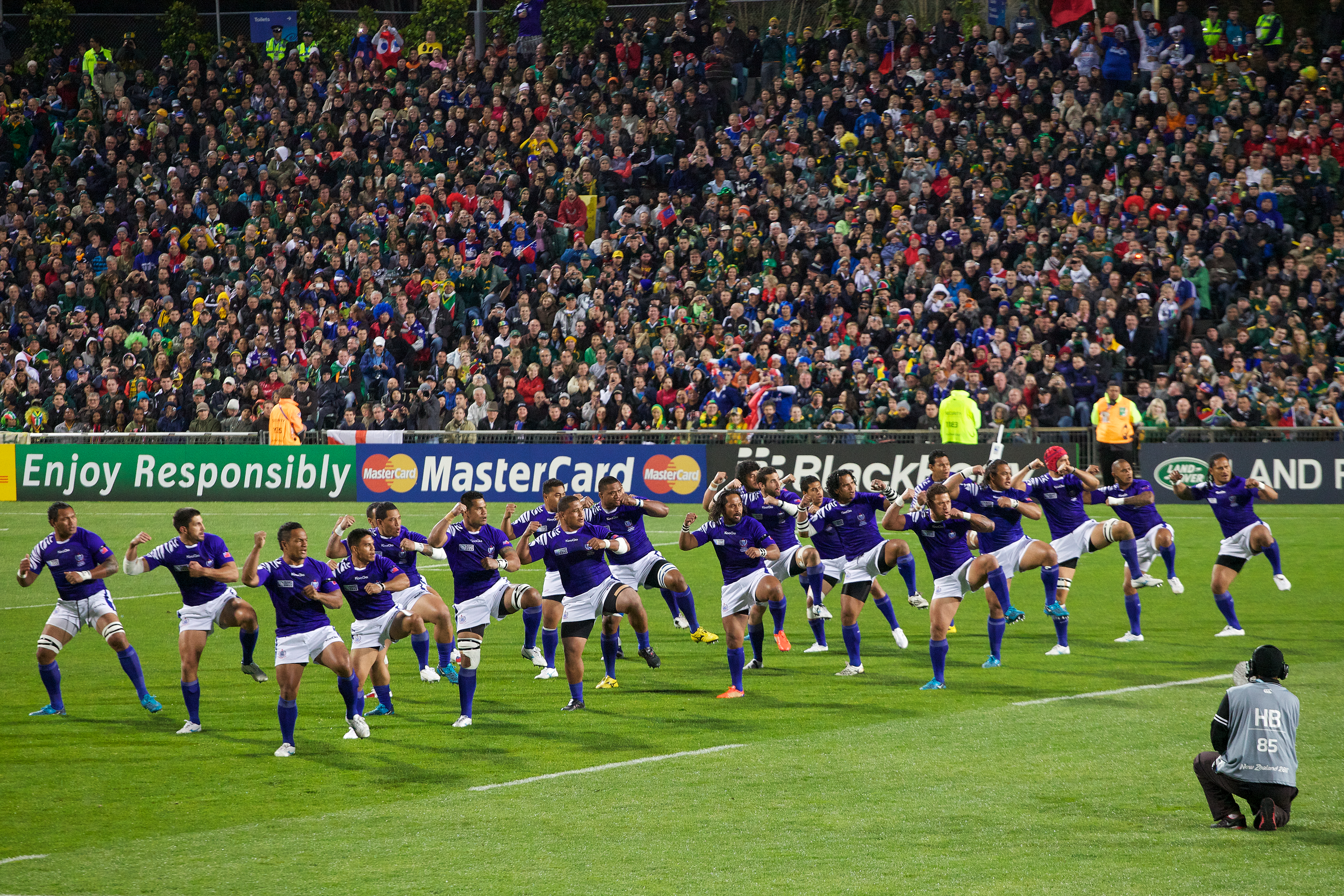
La nazionale samona impegnata ad eseguire la Siva Tau prima della partita contro il Sudafrica durante la Coppa del Mondo 2011.

Alla Coppa del Mondo 1999, Samoa riuscì a qualificarsi alla fase di spareggio per l'accesso ai quarti di finale dopo avere sconfitto nel proprio girone il Giappone e i padroni di casa del Galles; l'unica sconfitta nella fase a gironi avvenne per mano dell'Argentina. Nella fase di spareggio i samoani vennero eliminati dalla Scozia che vinse 35-20.
Nell'edizione della Coppa del Mondo 2003 la nazionale samoana si trovò a giocare in un girone molto ostico con Sudafrica e i futuri campioni dell'Inghilterra. Le vittorie contro Uruguay e Georgia non furono sufficienti per l'accesso ai quarti di finale. Alla successiva Coppa del Mondo, Samoa si ritrovò nuovamente a giocare nello stesso girone di Inghilterra e Sudafrica (che vincerà l'edizione 2007). La nazionale samoana riuscì a vincere solamente contro gli Stati Uniti battendoli 25-21, mentre la sconfitta 19-15 contro Tonga costò ai samoani il terzo posto nella fase a gironi e quindi la qualificazione automatica alla Coppa del Mondo 2011.
Samoa prese parte alla Coppa del Mondo 2011 dopo avere superato la Papua Nuova Guinea nello spareggio relativo all'Oceania. Durante la loro preparazione per la competizione mondiale i samoani registrarono una clamorosa vittoria a Sydney sconfiggendo l'Australia 32-23. Samoa finì al terzo posto nel proprio girone in seguito a due vittorie (49-12 contro la Namibia e 27-7 contro Figi) e due sconfitte (17-10 contro il Galles e 13-5 contro il Sudafrica).
Il 16 novembre 2012 le Samoa ottennero una prestigiosa vittoria sconfiggendo il Galles 26-19 al Millennium Stadium; l'anno successivo, all'interno delle Castle Beer Series ospitate in Sudafrica, i samoani sconfissero la Scozia 27-17 e l'Italia 39-10. Il 14 giugno 2014 i samoani sconfissero nuovamente l'Italia 15-0 ad Apia, mentre a novembre gli Azzurri si presero la rivincita ad Ascoli vincendo 24-13.
Gli isolani debuttarono vittoriosamente alla Coppa del Mondo di rugby 2015 sconfiggendo nella fase a gironi gli Stati Uniti 25-16, ma in seguito persero le restanti partite contro Sudafrica, Giappone e Scozia giungendo al quarto posto e mancando così la qualificazione automatica all'edizione successiva della competizione.

## Statistiche

### Coppa del Mondo di rugby
| Edizione | Paese organizzatore       | Posizione        |
| -------- | ------------------------- | ---------------- |
| 1987     | Nuova Zelanda e Australia | Non partecipante |
| 1991     | Inghilterra               | Quarti di finale |
| 1995     | Sudafrica                 | Quarti di finale |
| 1999     | Galles                    | Play-off         |
| 2003     | Australia                 | Girone           |
| 2007     | Francia                   | Girone           |
| 2011     | Nuova Zelanda             | Girone           |
| 2015     | Inghilterra               | Girone           |
| 2019     | Giappone                  | Girone           |
| 2023     | Francia                   | Girone           |

## Palmarès
- Pacific Nations Cup : 4
2010, 2012, 2014, 2022